# Mustafa Abu Szakur
Mustafa Abu Szakur (ur. 15 lutego 1951 w Trypolisie) – libijski profesor i polityk, wicepremier w latach 2011–2012. 12 września 2012 desygnowany na stanowisko premiera Libii, nie zdołał utworzyć rządu.

## Edukacja i kariera naukowa
Mustafa Abu Szakur urodził się w 1951 w Suk al-Dżuma na przedmieściach Trypolisu. Jako dziecko wraz z rodziną zamieszkał w miejscowości Gharjan, po czym powrócił do Suk al-Dżuma, gdzie rozpoczął edukację. Ukończył studia na Uniwersytecie w Trypolisie, na którym zdobył tytuł licencjacki z zakresu inżynierii elektrycznej.
W 1975 wyjechał do Stanów Zjednoczonych, gdzie podjął studia magisterskie na California Institute of Technology (Caltech), a następnie w 1984 doktoryzował się z inżynierii elektrycznej na tej uczelni. Po zakończeniu nauki nie powrócił do kraju rządzonego przez reżim Mu’ammara al-Kaddafiego, lecz pozostał w Stanach Zjednoczonych, rozpoczynając karierę akademicką.
W 1984 rozpoczął pracę jako wykładowca na University of Rochester, a rok później na University of Alabama in Huntsville (UAH), na którym w 1995 uzyskał stopień profesora inżynierii komputerowej i elektrycznej. Został specjalistą w dziedzinie inżynierii optycznej, podejmując się pracy dla takich amerykańskich agencji, jak NASA, National Science Foundation, Federal Aviation Administration oraz dla Departamentu Obrony. Prowadził badania w zakresie fotoniki, komunikacji optycznej oraz systemów MEMS. Został założycielem dwóch spółek zajmujących się produkcją komponentów do światłowodów, a także katedry inżynierii mikrosystemów na Rochester Institute of Technology. W 2008 był założycielem, a następnie dyrektorem oddziału RIT w Dubaju. W czasie kariery naukowej został członkiem stowarzyszeń naukowych Optical Society of America oraz International Society of Optical Engineers (SPIE). Jest autorem licznych prac w dziedzinie inżynierii i optyki.

## Działalność polityczna
Mustafa Abu Szakur do Libii powrócił w czasie trwania wojny domowej w maju 2011, tj. po ponad 35 latach emigracji. Został wówczas w Bengazi doradcą Narodowej Rady Tymczasowej, powstałej w opozycji do rządów pułkownika al-Kaddafiego.
Po obaleniu Mu’ammara al-Kaddafiego, 24 listopada 2011 objął stanowisko wicepremiera w tymczasowym rządzie Abd ar-Rahima al-Kiba. W tym czasie pośredniczył w wielu negocjacjach politycznych na poziomie krajowym i międzynarodowym. Był negocjatorem w konfliktach międzyplemiennych na południu Libii, a w marcu 2012 brał udział w wypracowaniu porozumienia z Mauretanią w sprawie ekstradycji byłego szefa służb specjalnych Abd Allaha as-Sanusiego.
12 września 2012 został wybrany przez nowo powołany Powszechny Kongres Narodowy szefem rządu. W drugiej turze głosowania pokonał byłego premiera Mahmuda Dżibrila stosunkiem głosów 96 do 94. Jako główne priorytety swego rządu zapowiedział poprawę działania służb państwowych oraz sytuacji bezpieczeństwa poprzez wzmocnienie struktur wojska i policji, a także rozbrojenie bojowników z czasów wojny domowej. Jego wybór nastąpił w dzień po ataku na amerykański konsulat w Bengazi, w którym zginął ambasador J. Christopher Stevens.
3 października 2012 przedstawił skład 29-osobowego gabinetu, w którym stanowiska wicepremierów mieli objąć przedstawiciele każdego z trzech regionów: wschodniego (Cyrenajka), zachodniego (Trypolitania) i południowego (Fazzan). Jednakże proponowany skład wywołał krytykę ze strony członków parlamentu i doprowadził następnego dnia do demonstracji ulicznych. Kilkuset przedstawicieli miast Az-Zawija i Zuwara podjęło szturm na budynek parlamentu, dostając się do jego wnętrza i zakłócając debatę nad składem rządu. Demonstrujący zarzucali Abu Szakurowi nieuwzględnienie ich propozycji dotyczących składu rządu, w tym proponowanego przez nich kandydata na stanowisko ministra ds. ropy. Skład nowego rządu wywołał również sprzeciw w szeregach parlamentu. Głównymi zarzutami pod jego adresem było nieuwzględnienie interesów partii politycznych, w tym największego Sojuszu Sił Narodowych (NFA) Mahmuda Dżibrila, którego żaden reprezentant nie znalazł się wśród proponowanych ministrów. Wśród nominowanych znaleźli się głównie mało znani i bezpartyjni eksperci, lecz również osoby związane z libijską grupą Bractwa Muzułmańskiego. Sprzeciw parlamentarzystów wobec propozycji skutkował wycofaniem listy ministrów przez premiera elekta.
7 października 2012 Abu Szakur przedstawił nową propozycję składu rządu, w którym miało się znaleźć tym razem tylko 10 członków. Parlament jednakże nie przychylił się do propozycji i udzielił wotum nieufności rządowi w przedstawionym składzie, co oznaczało również zakończenie misji Abu Szakura. Przemawiając tego samego dnia, zarzucił politykom wywieranie na niego presji oraz stawianie interesów regionalnych i partyjnych ponad krajowe. Parlament dalsze administrowanie krajem powierzył wciąż urzędującemu rządowi Abd ar-Rahima al-Kiba.